# 長野県道484号富士見原茅野線

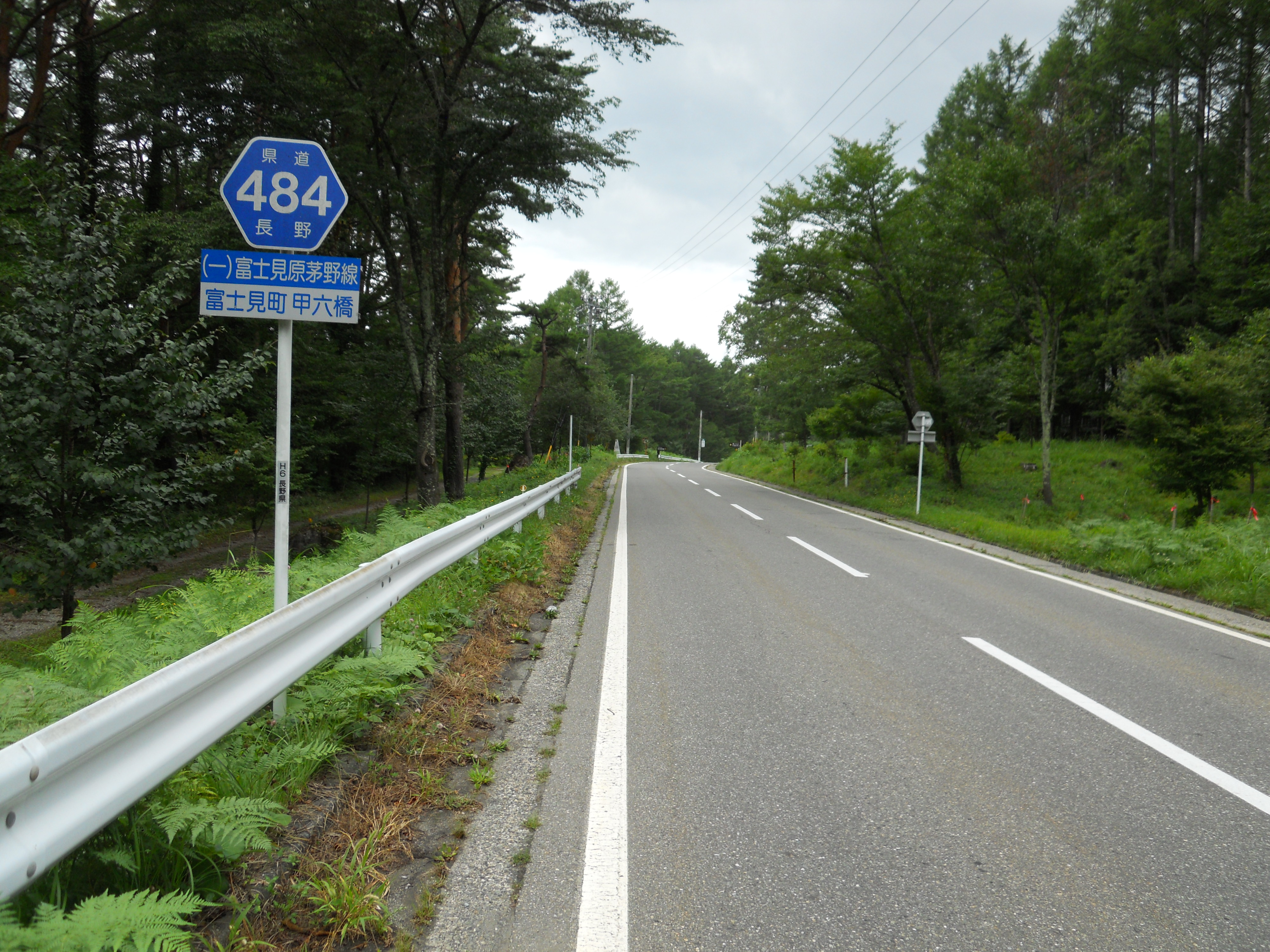
起点付近

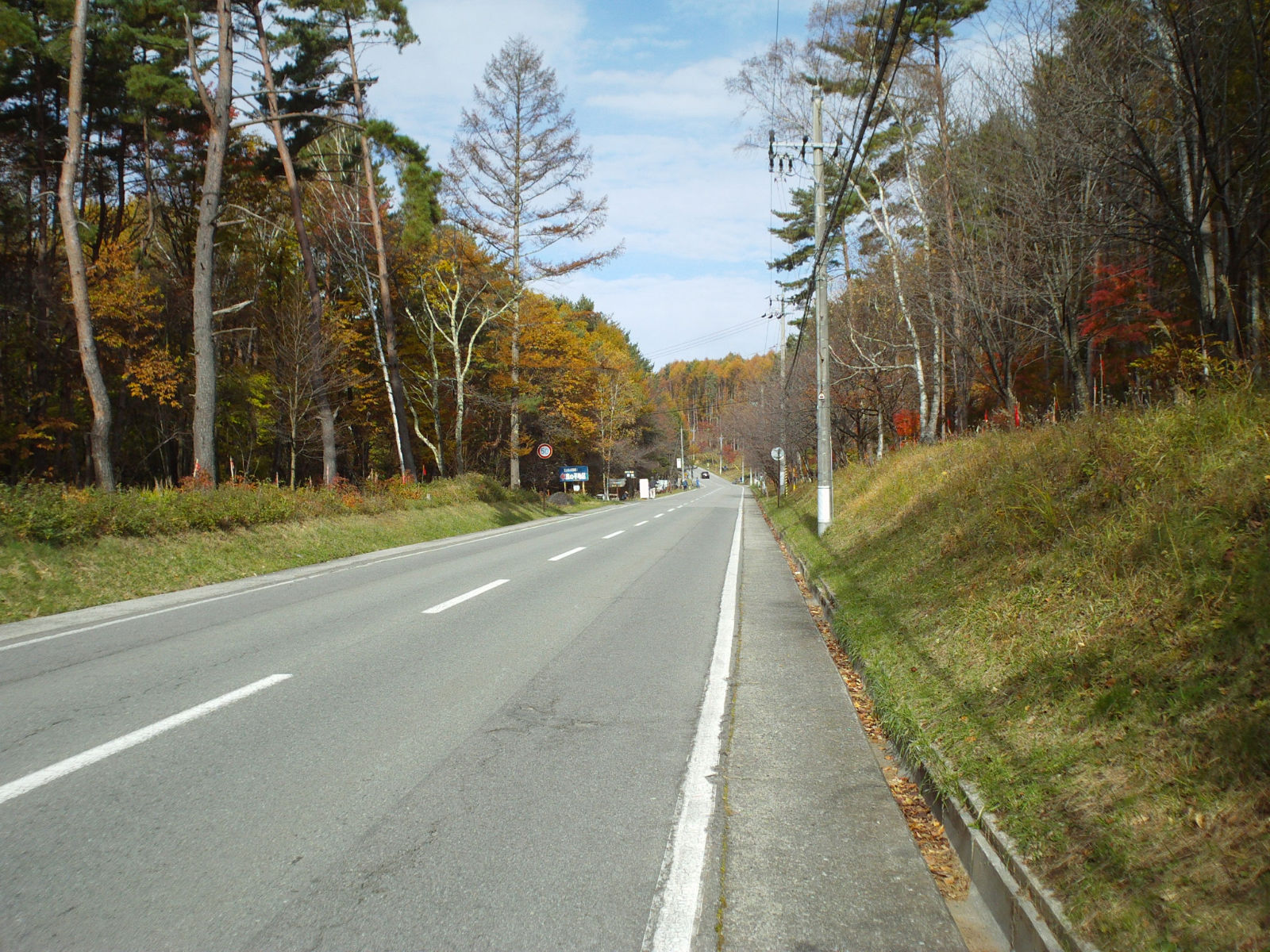
富士見町内（2010年11月）

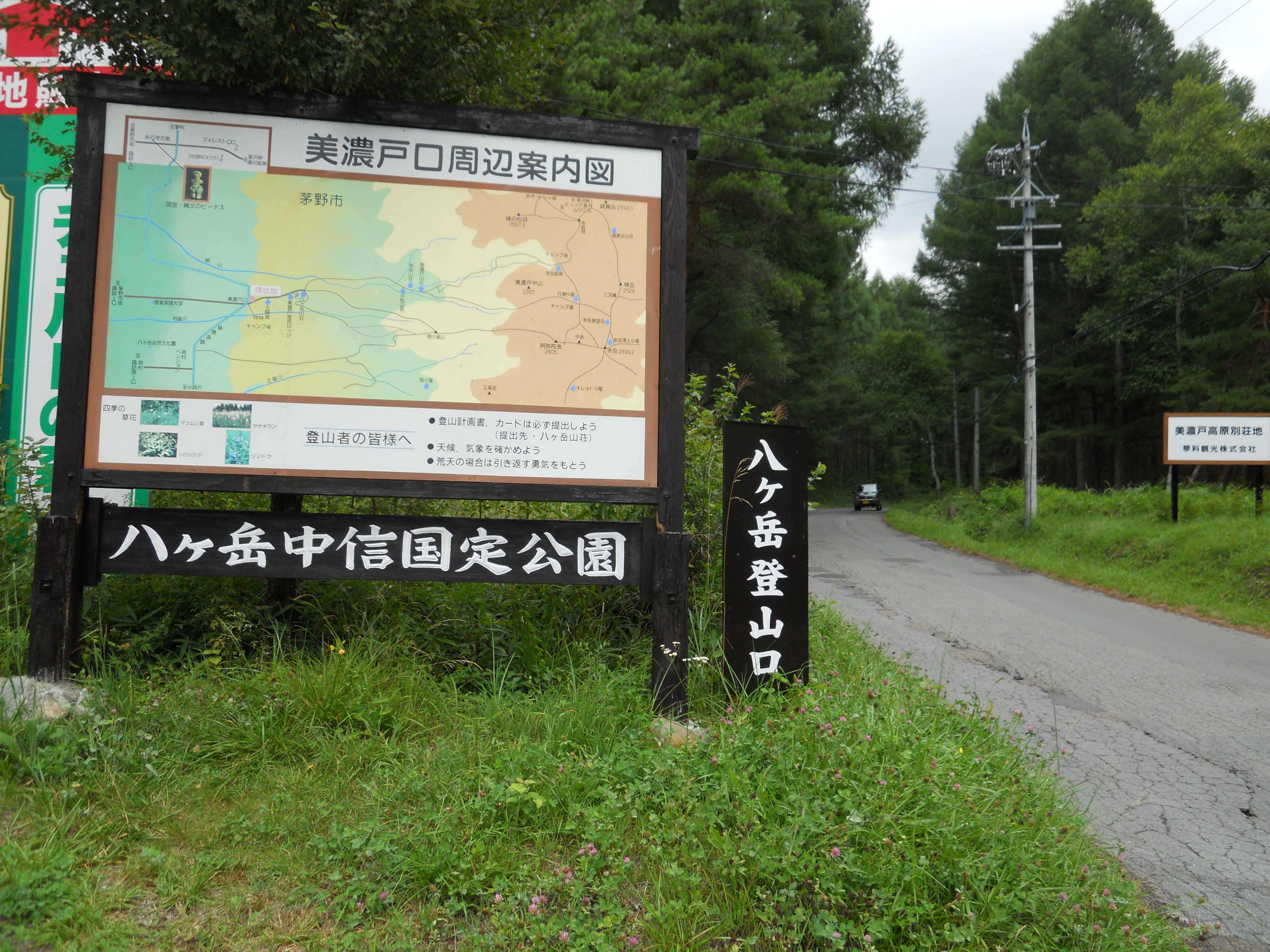
鉢巻道路終点・美濃戸口

長野県道484号富士見原茅野線（ながのけんどう484ごう ふじみはらちのせん）は、長野県諏訪郡富士見町の山梨県界を起点とし、八ヶ岳中腹を北進して諏訪郡原村を経由した後、茅野市内の国道152号に至る路線。富士見町から原村の区間は「鉢巻道路（はちまきどうろ）」と呼ばれている。また茅野市内の多くは、未供用区間である。

## 概要
この路線は、長野県道107号八ヶ岳公園下久保線（原村・山梨県北杜市間）の長野県内の区域と茅野市道を併せて、あらためて認定された県道。富士見町や原村の沿線にはペンション村や、自治体・学校・企業などの保養・研修施設が立ち並んでいる。茅野市内は国道299号交点から長野県道191号渋ノ湯堀線付近、終点付近の集落内の区間のみ供用済みであり、現在は分断されている。
なお山梨県内の残存区域は、山梨県道11号北杜富士見線の支線という指定になっている。

### 路線データ
- 起点：諏訪郡富士見町境（甲六川橋、山梨県界）
- 終点：茅野市北山（国道152号交点）